# Feljton
Feljtón (francosko feuilleton) je publicistična ali leposlovna časopisna rubrika. Prvotno se je pojavljal na posebnem listu (francosko feuille – 'list'), prilogi k časopisu (ki se mu še danes reče tudi list), nato se je preselil na dno strani pod črto, od tod slovensko ime listek (zastarelo) in podlístek.

## Zgodovina feljtona
Izraz feuilleton je bil prvič uporabljen leta 1800 za oglasno prilogo pariškega časopisa Journal des Débats. Poleg oglasov so objavljali gledališke programe in drobne novice. Prostor so kmalu zapolnili tudi s sestavki o umetnosti, družabnem življenju, potovanjih ipd. Počasi se je celotna oglasna priloga spremenila v zabavno-kulturno rubriko časopisa.
Sočasno se je začela ta rubrika pojavljati v okviru časopisa, a s črto ločena od ostalih poročil. Podlistek je odstopal od običajne funkcije časopisa (informiranje o dnevnih političnih, gospodarskih, športnih ipd. novicah) zaradi bolj sproščenega pisanja. Podlistki so bili natisnjeni z drobnejšimi črkami in bolj stisnjenimi vrsticami ter se tako tudi oblikovno ločevali od resnejših prispevkov.
Sčasoma je iz čistega novinarskega žanra prešel v leposlovnega. Proza se je sprva pojavila v kratkih oblikah (črtica, novela), primernih za objavo v eni številki časopisa. Tehnika epizode in nadaljevanja je pripeljala do najpopularnejše oblike – podlistkarskega ali feljtonskega romana, katerega oče je Eugene Sue (Mystères de Paris, 1842).
Po francoskem zgledu so feljton v nemškem prostoru uveljavili Ludwig Börne, Heinrich Heine in pripadniki Mlade Nemčije ter ga preobrazili v časopisno kramljanje o žgočih političnih vprašanjih, vsebinsko pa obogatili s potopisi. Feljton je najverjetneje preko Nemcev prišel v slovensko časopisje.

## Feljtonizem na Slovenskem
Izraz feljton je bil prvič uporabljen leta 1813 v francoskem besedilu ljubljanskega časnika Télégraphe officiel. Za uveljavitev feljtona na Slovenskem je bil pomemben predvsem manifest o feljtonu, ki ga je 1. januarja 1848 objavil dunajski časnik Wiener Zeitung. Leta 1855 je pod njegovim vplivom ljubljanski nemški časopis Laibacher Zeitung uvedel feljtonistično črto. Razvoj je potekal natanko tako kot v Journal des Débats, le s petdesetletno zamudo.
V Laibacher Zeitung se je izoblikovala rubrika, ki je obsegala pesmi, gledališke vesti, novele, povesti, članke, zgodovinske in geografske razprave ter gledališko kritiko. Leta 1857 je izšlo gledališko poročilo Theater, ki je imelo prvine feljtonističnega kramljanja. Leta 1858 se je pojavil tip pravega feljtona, ki je bil nekakšna kronika ljubljanskih kulturnih dogodkov. Naslednje leto se je izoblikoval pojem pravega feljtona. Uvedli so naslov Laibacher Plaudereien in tako formulirali feljton kot »dobrodušnega kramljača«, ki s svojim »vboklim zrcalom zbira drobne dogodke dneva«, feljtonist pa je »kronist dnevnih dogodkov«. Slogovno se je vedno bolj uveljavljlo duhovito kramljanje z ironičnimi pobliski.
V slovenščini so se začeli feljtoni pojavljati približno deset let za nemškimi. Prvi vzrok zamudništva je bila zakrnelost slovenskega tiska, saj je obstajal en sam tednik, Bleiweisove Novice, drugi pa Bleiweisov konservativizem. Oče staroslovenstva je feljton načelno odklanjal, ker je v njem slutil znanilca novega, svobodomiselnega nazora. Največ, kar je dopuščal, so bila Zarnikova političnosatirična pisma, uperjena proti nemškutarjem.
Feljton se je kot rubrika uveljavil z začetkom dnevniškega tiska v Slovenskem narodu, 1868, če upoštevamo Zarnikovo feljtonistično pisanje, pa že leta 1861. Zarnik je tega leta objavil duhovito feljtonsko satiro na dunajski parlament Obraz državnega zbora, ki so jo zaradi vsebinske aktualnosti in hudomušnih portretov poslancev ponatisnili skoraj vsi večji avstrijski časopisi. Feljtonistično še bolj značilna so njegova Pisma slovenskega turista, ki so mešanica kramljanja in politične satire, naperjene proti ljubljanskim nemškutarjem, v njih pa udarja na dan močna ironična nota. Tudi njegovi poznejši feljtoni v Slovenskem narodu kažejo odlike politične dnevne satire.
Do nastopa Kersnika leta 1873 so se v letnikih Slovenskega naroda pojavljali feljtonisti Levec, Trstenjak, Nolli, Zarnik, najpomembnejši pa je bil Jurčič. Slednji je že v prvih številkah rubriko pod črto vsebinsko opredeli kot tisto mesto v časopisu, ki naj bo posvečeno oddihu. Feljton naj bi tako »donašal lepih igrač za veselje«, hkrati pa naj bi bili prispevki tudi resni in koristni. Jurčič je v svojih feljtonih kritično pregledoval literarno dogajanje, napadal nemškutarstvo, se vpletal v aktualne politične dogodke itd. Zlasti pa sta znana dva njegova feljtona, pisana v obliki pripovednega spisa: Črte iz življenja političnega agitatorja (1868) in Bela ruta, bel denar (1874).
V prvih letih obstoja Slovenskega naroda politično stanje še ni bilo tako zaostreno in feljtoni so imeli pretežno značaj šaljivega zbadanja v obliki hudomušne kronike dogodkov. Leta 1873 se je začel kulturno-politični boj in Kersnikov feljton je postal izrazito politično borben. Kersnik ni zapadel v časnikarsko obrekovanje, ampak je dvignil feljton v območje poetičnih pisem o aktualnih dogodkih z ostro kritiko staroslovenstva in nemškutarstva. Kasneje je njegov feltjon vse bolj postajal realistično deskriptiven. Kersnikov feljton prvega obdobja je bil v tedanji slovenski feljtonistiki nekaj povsem novega – bil je izviren tako po idejah kot po poetičnem izrazu in aktualnosti likov.

## Pomembni slovenski feljtonisti
- Ivan Cankar (Ponesrečen feljton, 1910)
- Josip Jurčič (prvi feljtonski roman Ivan Erazem Tattenbach, 1873)
- Janko Kersnik (Nedeljska pisma, 1873)
- Fran Levstik (Objektivna kritika, 1869)
- Anton Mahnič (Dvanajst večerov, 1884)
- Mimi Malenšek (Pod Triglavom, 1939; Marija Taborska, 1939)
- Miroslav Malovrh (v Slovenskem narodu je objavljal trivialne feljtonske romane)
- Fran Milčinski (Prešernove hlače – feljtoni, ki so izhajali v Jutru in Slovenskem narodu)
- Josip Ogrinec (Obrazi iz narave, 1868–1872; »obrazi iz naroda«, 1869–1876)
- Fran Saleški Finžgar (Gozdarjev sin, 1893)
- Josip Stritar (Dunajska pisma, 1895–1896; Pogovori, 1885)
- Valentin Zarnik (Obraz državnega zbora, 1861)

## Bistvene značilnosti feljtona[1]
- Aktualistična narava oz. tendenca, da razpravlja o aktualnih dogodkih dneva.
- Navzočnost feljtonista v pripovedi oz. dejstvo, da je feljton vedno pripoved v prvi osebi.
- V feljtonu imamo vedno opravka s konkretnimi osebami, z resničnimi dogodki ter s točno opredeljenim krajem in časom. Lahko pa so osebe in kraji nekoliko zastrti.
- Kompozicija feljtona je posebna, gre za specifično pripovedno tehniko. Razne epske in lirske prvine[2], ki jih srečamo zlasti v klasičnem feljtonu, se običajno smiselno prepletajo med seboj in so kompozicijsko povezane v celoto z različnimi sredstvi.
- Feljton nima fabule, nima zunanje kavzalnosti. Tisto, kar od znotraj veže posamezne heterogene prvine v celoto, sta čustveno kramljanje in subjektivna meditativnost, nekakšna idejna kavzalnost.

### Diplomske naloge na slovenistiki
- Milka Bobnar: Anton Koder, življenje in delo, dipl. Ljubljana: FF, Oddelek za slovenske jezike in književnosti, b. l. 64.
- Alenka Kocbek: Anton Kos – Cestnikov feljtonist, dipl. Ljubljana: Oddelek za slovenske jezike in književnosti, 1960. 24.
- Sonja Kodrič: Leposlovni podlistek v Slovenskem narodu v času od 1910 do 1920, dipl. Ljubljana: FF, Oddelek za slovanske jezike in književnosti, 2002. 38.
- Jana Mrzlikar: Ivan Tavčar kot feljtonist, dipl. Ljubljana: FF, Oddelek za slovenske jezike in književnosti, 1988. 37. (COBISS)
- Milena Pavlič: Kritike v feljtonu Slovenskega Naroda (1900–1904), dipl. Ljubljana: FF, Oddelek za slovenske jezike in književnosti, b. l. 71.
- Andreja Ponikvar: Sodobni izvirni podlistkarski roman v časniku Delo zadnjih deset let, dipl. Ljubljana: FF, Oddelek za slovanske jezike in književnosti, 1997. 43. (COBISS)
- Urška Skalicky: Avtorji leposlovnega podlistka v časopisu Domovina v času od 1918 do 1930, dipl. Ljubljana: Oddelek za slovenske jezike in književnosti, 1998. 61. (COBISS)
- Danijela Šopar-Čibej: Valentin Zarnik – feljtoni, dipl. Ljubljana: FF, Oddelek za slovenske jezike in književnosti, 1979. 34.
- Mojca Tramte: Bibliografija daljšega izvirnega leposlovja v Slovenskem narodu (1868–1883), dipl. Ljubljana: FF, Oddelek za slovenistiko, 2012. 19. (COBISS)
- Svjetlana Urbančič: Podlistek v tedniku Kmečki glas (1991–2001), dipl. Ljubljana: FF, Oddelek za slovenistiko, 2002. (COBISS)

 Portal:Literatura